# Kefersteinia gemma
Kefersteinia gemma är en orkidéart som beskrevs av Heinrich Gustav Reichenbach. Kefersteinia gemma ingår i släktet Kefersteinia och familjen orkidéer. Inga underarter finns listade i Catalogue of Life.

## Bildgalleri

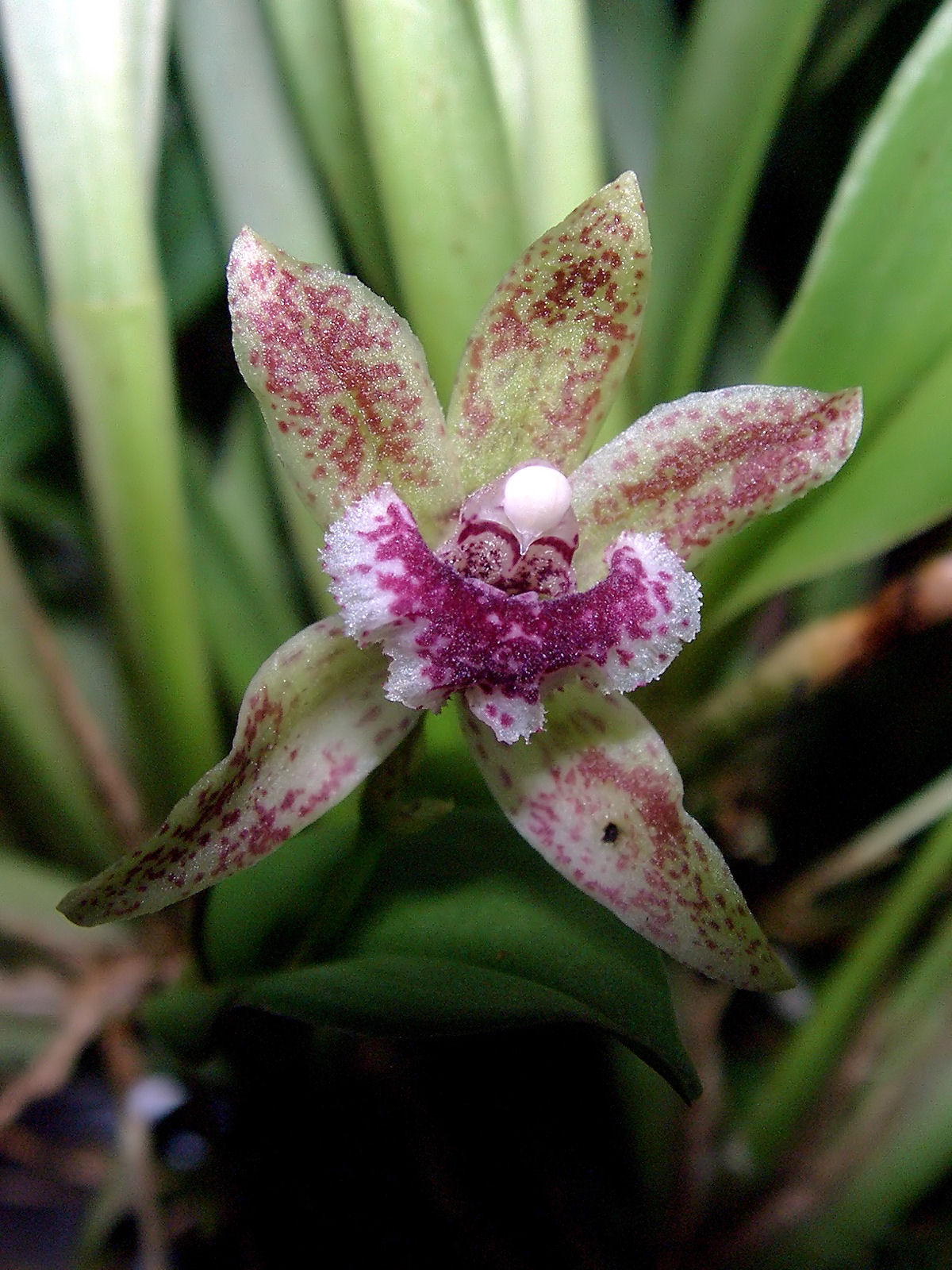